# IG Group
IG Group es un bróker británico de los mercados de valores. Fue fundado en 1974 y provee servicios de trading en derivados financieros, en especial CFD's y spread betting. Tiene su sede principal en Londres, Inglaterra. IG está regulada por la Financial Conduct Authority, la autoridad financiera británica. Cotiza en la Bolsa de Valores de Londres y hace parte del índice FTSE 250.

## Historia

### Fundación y primeros años (1974-2000)
La compañía fue fundada en 1974 por Stuart Wheeler como una broker de spread betting (en español, apuestas de margen) bajo el nombre de IG Index (abreviación de Inverstors Gold Index), el cual permitirá a hacer trading con los precios del oro como un índice en lugar de comprar el mismo de forma física. En julio de 2000, las acciones de la renombrada compañía IG Group plc fueron listadas en la Bolsa de Valores de Londres.

### Expansión (2001-2010)
En julio de 2002, IG Group comenzó a operar en Australia tras una reforma en la legislación de los servicios financieros en el país, la cual permitió ofrecer CFD's a los residentes de Australia. IG Group aprovechó la oportunidad para adquirir las acciones de su fundador, y las de algunos otros accionistas de larga data, en una compra de gestión (respaldada por la firma de capital privado CVC Capital Partners) que valoró la compañía en 143 millones de libras; Las acciones de "IG Group plc" en la Bolsa de Londres fueron retiradas el 7 de noviembre de 2003 [cita requerida].
En mayo de 2005, de ser una compañía totalmente privada, IG Group y CVC Capital Partners sacaron la compañía a la Bolsa de valores de Londres con una valoración de 393 millones de libras [cita requerida]. En octubre de 2008, IG Group adquirió FXOnline Japan KK, un broker japonés de Forex.
IG Group ha estado intentando obtener acceso al mercado de Estados Unidos, donde sus principales productos, los CFD's y el spread betting (en español, apuestas de margen), actualmente no están permitidos. En 2007, compró HedgeStreet, una pequeña compañía con sede en Estados Unidos que desarrolló un mercado electrónico que permitía hacer trading de derivados financieros, el cual renombró como "North American Derivatives Exchange" o (NADEX) y ha estado intentando desarrollar un producto que sea parecido a su opción binaria "digital 100s", el cual cumple con la regulación americana y puede ser ofrecida a inversores minoristas. En mayo de 2010, obtuvo el permiso por parte de la Commodity Futures Trading Commission de Estados Unidos para hacer varios cambios técnicos que se mueven en esa dirección.

### Desarrollos recientes (2011-presente)

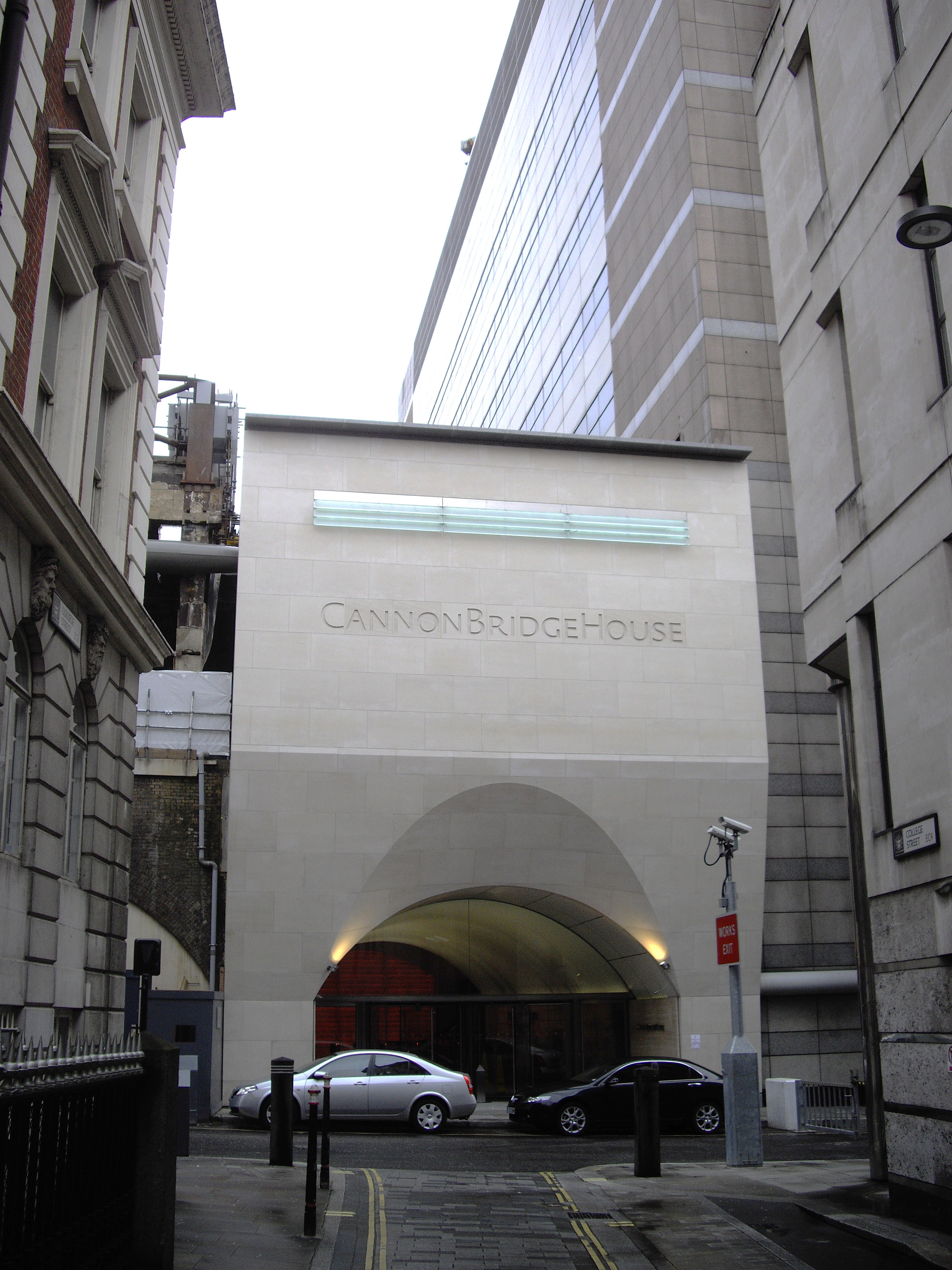
Cannon Bridge House, oficina principal de IG Group en Londres.

En junio de 2011, IG Markets cerró su tradicional servicio de apuestas fijas extrabet, el cual hacía énfasis en apuestas en el juego. El servicio deportivo de probabilidades fijas se cerró para centrarse en el spread betting (en español, apuestas de margen), después de no poder encontrar un comprador para toda la unidad. En septiembre de 2014, la compañía comenzó su propia plataforma de corretaje de acciones en línea que ofrece precios en unas 4.500 acciones.
En enero de 2015, el Banco Nacional Suizo anunció que descontinuaría su política de tipo de cambio mínimo. En octubre de 2015, IG "aceptó un dictamen del Servicio del Ombudsman Financiero del Reino Unido que debería compensar a algunos clientes que perdieron dinero durante una rápida apreciación del franco suizo en enero". Peter Hetherington fue nombrado CEO en diciembre de 2015 cuando Tim Howkins se retiró después de nueve años a cargo. En septiembre de 2016, IG Group adquirió DailyFX, un portal de investigación y noticias de comercio de divisas, a FXCM por 40 millones de dólares.

## Operaciones
En 2012, IG Group consolidó su negocio en el Reino Unido bajo una sola marca, IG. IG Group es ahora, por lo tanto, el único nombre comercial de las compañías operativas:
- IG Index, el cual ofrece spread betting (en español, apuestas de margen) en los mercados financieros al igual que opciones binarias bajo la supervisión de la UK Gambling Commission británica.[15]
- IG Markets, el cual ofrece CFD's en similar rango de mercados. IG Markets Limited está autorizada por la FCA, la autoridad financiera del Reino Unido.[2]